# バトゥール
バトゥールは、インドネシア共和国バリ州バンリ県キンタマーニ郡バトゥールウタラ村の集落。キンタマーニ高原観光の要地のひとつ。集落はバトゥール山外輪山の西尾根上にあり、周辺には、バトゥール山やバトゥール湖の眺望を売り物にしている観光客向けレストランが点在する。
集落の中心にあるウルン・ダヌ・バトゥール寺院はバトゥール湖の守護神とされるドウィ・ウゥン・ダヌをまつっている。1926年のバトゥール山の噴火の後、バトゥール湖北端のウルンダヌから現在地に移された。